# RFCOMM
Протокол RFCOMM (англ. радіочастотний зв'язок) емулює послідовні порти поверх протоколу L2CAP. Він заснований на ETSI-стандарті TS 07.10. RFCOMM являє собою простий транспортний протокол, з додатковими можливостями по емуляції 9 ланцюгів послідовних портів RS-232 (EIATIA-232-E). Протокол RFCOMM підтримує одночасно до 60 з'єднань (каналів RFCOMM) між двома пристроями Bluetooth.
В рамках RFCOMM повний комунікаційний маршрут включає два додатки, що працюють на різних пристроях (кінцеві комунікаційні точки) з комунікаційним сегментом між ними. RFCOMM призначений для приховування додатків, що використовують послідовні порти пристроїв, в яких вони розташовані. Комунікаційний сегмент по суті є Bluetooth-зв'язком від одного пристрою до іншого (пряме з'єднання).
RFCOMM має справу із з'єднанням між пристроями в разі прямого з'єднання, або між пристроєм і модемом в мережевому випадку. RFCOMM може підтримувати й інші конфігурації, такі, як модулі, що працюють через бездротову технологію Bluetooth з одного боку і мають провідне з'єднання з іншого боку.
В ОС FreeBSD протокол RFCOMM реалізований на рівні сокетів Bluetooth.